# الوأواء الحلبي
أبو الفرج عبد القاهر بن عبد الله بن الحسين الشيباني الحلبي (؟؟؟ - شوال 551 هـ/ديسمبر 1156 م)، ويُعرَف بالوأواء الحلبي، هو كاتب وشاعر وخطيب من حلب عاش في القرن السادس الهجري. ولِدَ الوأواء في بزاعة غير أنَّه نشأ في حلب، فصار يُنسَب إليها. تلقَّى الوأواء تعليمه الأولي في حلب، وبعد أن أكمل تعليمه هناك كان يقدم إلى دمشق يُدرِّس فيها النحو والأدب ويُقرئ ديوان المتنبِّي. برع الوأواء في نظم الشعر، وتناول في شعره النسيب والرثاء، وألَف كتاباً في شرح ديوان أبي الطيب المتنبِّي. تعرَّف الوأواء على أبي عبد الله الطليطلي، وكانت بينهما مراسلات عدة. تُوفِّي الوأواء الحلبي في شهر شوال من سنة 551 هـ في حلب.